# ジェームズ・ネイスミス

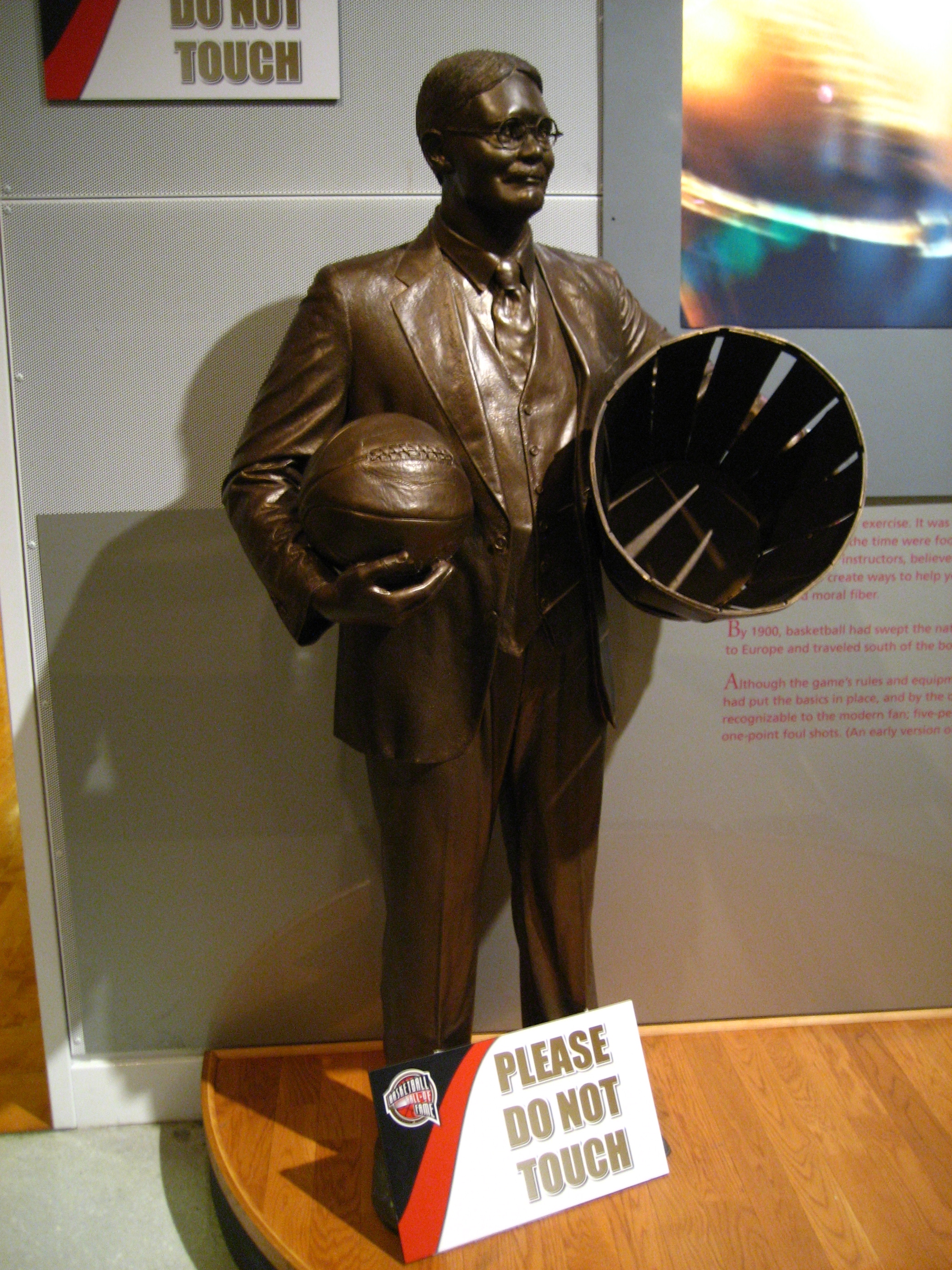
ジェームス・ネイスミスの像

ジェームズ・ネイスミス（James Naismith、1861年11月6日 - 1939年11月28日）は、カナダ出身の体育教育者。スポーツを通しての青年育成と社会貢献に生涯取り組んだ。バスケットボールの考案者として有名である。
また中学校外国語科用教科書（英語）令和2年2月　文部科学省検定済の開隆堂　Sunshine English Course 3年生用　Program 3 A Hot Sport Today と題し紹介されている。加えてジェイムズ・ネイスミスとその時プレイした石川源三郎の挿絵も「バスケットボール生誕50周年記念カード」として教科書に掲載されている。

## 生い立ちと学生時代
カナダ植民地（現・カナダ・オンタリオ州）のオールモント村に生まれる。（現在この村はミシシッピ・ミルズ町の一部になっている）。少年期に親を失い、叔父に育てられた。
1883年にケベック州モントリオールのマギル大学に入学する。1887年に哲学とヘブライ語で学士号取得。大学卒業後はマギル大関連施設の神学校に進み、同大学の体育講師の職に就く。大学時代からラグビーやラクロスなどのスポーツを熱心にプレーしていた。
この頃にはモントリオールにあったYMCAに通っており、1891年に米国マサチューセッツ州YMCAの訓練校（現在のスプリングフィールド大学）で学生として、また非常勤の体育講師として研究を続ける機会を得る。

## バスケットボール考案
1891年、この学校の体育学部長ルーサー・ギューリック（Luther Gulick）は授業で学生たちに屋内競技の考案を課題として与えた。これは冬季のニューイングランドで学生たちが体を動かせるようにと意図したものだった。
学生らが提出した様々な案は、ラグビーやサッカーのように身体接触を含み、屋内には不向きのものが多かった。一方でギューリックはネイスミスが考案した競技に興味を持ち、2週間の期間を与えさらに詳細を詰めるようネイスミスに指示を出した。
ネイスミスが考え出した競技は、ボールを持ったまま走ってはならない、身体接触・衝突をしてはならない、競技者の頭上に水平のゴールを置く、競技者はいつでもボールを奪い、得点できる、という基本的なルールを持っていた。高い位置に水平のゴールを置くことで、得点するには力よりも正確さが必要になり、怪我の機会を少なくできると考えてのことだった。
この新しい競技は、ラグビー、サッカー、ラクロスがヒントになっているほか、ネイスミスが少年時代に近所の子供たちとした遊びの要素も盛り込まれていた。この遊びは物を置いてそれに石をぶつけるというものだった。
1891年12月21日、授業でこの競技を初めて行う時、たまたま手に入れた桃の籠を体育館内のバルコニーの下に据え付けてゴールとし、サッカーボールを使って1チーム9人で行われた。競技は学生の案により「バスケットボール」と名づけられた。
翌1892年、ネイスミスにより13の公式ルールが付け加えられ、バスケットボールは全米のYMCAで競技されるようになった。またスプリングフィールドのYMCA訓練校には留学生もおり、外国にも間もなく広まった。

## その後の経歴

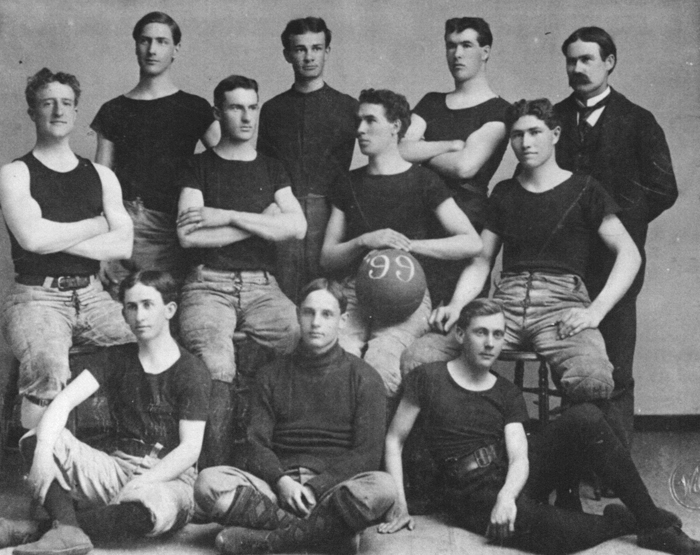
カンザス大学のバスケットボールチーム。後列右がネイスミス。

1895年から1898年まで、デンバーのYMCAで体育の教官を務める。同じ時期にコロラド大学で医学を修める。1898年にカンザス大学に教職を得、後に教授に昇格。体育や教育についていくつかの著作を残した。1898年から1907年まで、カンザス大学バスケットボールクラブ、Jayhawksの初代監督も務めた。
1936年のベルリンオリンピックで、最初のバスケットボールの試合が開始される折には始球式に参加した。
1939年11月に脳内出血を起こし、その9日後の11月28日に心臓発作で逝去した。78歳だった。墓所は、ネイスミスが41年間過ごしたカンザス州ローレンス市のLawrence Memorial Park Cemetaryにある。

## 功績を讃えて
ネイスミスの死から10年後の1949年、「全国バスケットボール協会」（National Association of Basketball）の監督らにより、彼の名を冠した「ネイスミス記念バスケットボール殿堂」（Naismith Memorial Basketball Hall of Fame）が設立され、バスケットボール誕生の地であるマサチューセッツ州のスプリングフィールド大学に本部が置かれた。
その10年後の1959年から、選手や監督などバスケットボールに貢献した人物が初めて殿堂に入れられるようになった。この年、競技の創始者であるネイスミスは「貢献者」の部門で殿堂入りしている。
1967年から、バスケットボール世界選手権（現：FIBAバスケットボール・ワールドカップ）優勝国に「ネイスミス・トロフィー」（Naismith Trophy）が授与されている。
1969年から、大学のバスケットボール界で最も活躍した選手に対して「ネイスミス賞 (Naismith College Player of the Year)」が授与されるようになった。